# Juan Mónaco
Juan Mónaco, född 29 mars 1984 i Tandil, Argentina är en argentinsk högerhänt professionell tennisspelare.

## Tenniskarriären
Juan Monaco blev professionell spelare på ATP-touren 2002. Han har vunnit tre singeltitlar på touren (alla 2007), men inga i dubbel. Monaco har som bäst varit rankad på 23:e plats i singel (augusti 2007) och på 147:e plats i dubbel (februari 2006). Han har spelat in 1 314 333 US-dollar i prispengar (till augusti 2007). 
Säsongen 2004 gjorde Monaco sin ATP-debut och besegrade i olika turneringar spelare som Juan Ignacio Chela och Nicolas Massu. Han nådde kvartsfinal i Swedish Open samma år och senare under säsongen också semifinalen i Sopot. År 2005 nådde han sin första final (Casablanca), vilken han dock förlorade till Mariano Puerta. 
Säsongen 2006 hade Monaco betydande framgångar, särskilt på grus, och vann 18 matcher, men lyckades inte vinna någon titel. Hans stora genombrott kom under 2007 då han under grussäsongen vann tre singeltitlar (Buenos Aires (fianlseger över italienaren Alessio Di Mauro, 6-1, 6-4), Kitzbühel (finalseger över italienaren Potito Starace 5-7, 6-3, 6-4), Poertschach (finalseger över fransmannen Gael Monfils, 7-6, 6-0). 
Monaco deltog 2004 i det argentinska Davis Cup-laget. Han spelade då en match vilken han förlorade.

## Spelaren och personen
Juan Monaco började spela tennis som 6-åring. Hans favoritunderlag är grus, och han har som förebild bland tennisspelare bland andra Andre Agassi. Monaco är 185 cm lång och väger 76 kg. Han spelar med dubbelfattad backhand.
Han är vid sidan av tennisen också intresserad av fotboll som han gärna spelar och basketboll. 
Han är bosatt i Buenos Aires, Argentina. 

## ATP-titlar
- Singel
  - 2007 - Buenos Aires, Kitzbühel, Poertschach